# 石湾站 (衡阳)
石湾站是一个京广线上的铁路车站，位于湖南省衡阳市衡东县石湾镇，建于1935年，目前为四等站，邮政编码为421411。现已不办理客运业务；货运办理整车货物发到；零担仅办理直达整零货物发到。